# Metanet
Metanet è una rete informatica decentralizzata, simile a Freenet nelle intenzioni ma non nell'implementazione. Metanet rende difficile scoprire le identità degli utenti sulla rete consentendo loro di ospitare contenuti e servizi IPv4.

## Motivazione
Implementare una rete anonima su una base servizio a servizio ha i suoi svantaggi, ed è altamente discutiblie se un tale lavoro debba essere costruito a livello di applicazione. Un approccio molto più semplice sarebbe quello di progettare una rete IPv4/IPv6 tale che i suoi partecipanti possano godere di un forte anonimato. Fare questo permette di utilizzare l'uso di qualsiasi applicazione o servizio già scritto e disponibile in abbondanza su Internet.
Le reti IPv4 non precludono l'anonimato per progetto, è solo necessario disaccoppiare l'identità del detentore di un indirizzo IP dall'indirizzo stesso. La connettività internet commerciale e il suo bisogno di registrazioni per la fatturazione rende questo impossibile, ma le reti IPv4 private non condividono questo requisito. Assumendo che l'amministratore di un router su una metanet conosca solo informazioni circa  i router adiacenti, i protocolli standard di routing possono occuparsi di trovare il giusto percorso che deve prendere un pacchetto per raggiungere la sua destinazione. Tutte le destinazioni più in là del primo hop sono a tutti gli scopi pratici anonime.

## Architettura
Dato che posare fibra ottica fino ad host molto distanti ha un costo altamente proibitivo per la natura volontaria di questo tipo di rete, la soluzione più ovvia sarebbe quella di usare software VPN (che utilizza una Rete Privata Virtuale, qui indicata con la sigla inglese) sia per il collegamento router-router che per il collegamento router-utente. Questo tipo di approccio offre inoltre altri vantaggi, quali la maggiore sicurezza del canale di comunicazione (non si può infatti spiare ciò che è in transito sulla rete) e la possibilità di non usare altri software che potrebbero dare indizi su chi partecipa a questa rete.
Per evitare ogni conflitto con internet, ogni sottorete privata come 10.0.0.0/8, 172.12.0.0/12 o 192.168.0.0/16 può essere usata. La sottorete 10.0.0.0/8 è la preferita in quanto permette un maggior range indirizzabile che in teoria potrebbe permettere fino a 16 milioni di partecipanti. Per metanet ancora più estese, sarebbe invece usate il protocollo IPv6.
La rete stessa è idealmente ordinata in una regolare griglia di router che si ripete. Questo per renderla più decentralizzata, ridurre punti morti e permettere una distribuzione del traffico più uniforme. Sono in fase di sviluppo protocolli di routing che possano sfruttare appieno una tale topologia.
Opportuni VPN sono disponibili, anche se non numerose. Sono accettati pacchetti IPsec come FreeSWAN o Greenbow. Altre possibilità sono soluzioni non IPsec come OpenVPN e tunnel SSH. È comunque importante sottolineare che non è necessario un network omogeneo, poiché ogni link può utilizzare un differente demone VPN.

## Sicurezza
L'elenco delle organizzazioni che si suppone abbiano intenzione o che comunque sarebbero in grado di attaccare una siffatta rete è, in linea di massima, piuttosto ristretto.
1. Infiltrati che conoscono il bersaglio nella vita reale.
2. Infiltrati che conoscono il bersaglio solo sulla rete.
3. Forze dell'ordine locali.
4. Forze dell'ordine nazionali.
5. Soggetti privati. Esempi: MPAA, BSA
6. Agenzie e servizi informativi. Esempi: CIA, NSA, Mossad, MI6, DGSE

Gli attaccanti di livello 1 dovrebbero avere poca o nessuna conoscenza che qualcuno è presente su metanet. Per non menzionare  il fatto che avrebbero più opportunità di far qualcosa di brutto nella vita reale. Neanche gli attaccanti di livello 2 dovrebbero porre problemi, assumendo che sia preservato l'anonimato. Supponendo che un attaccante di livello 2 abbia qualche risorsa fantastica a disposizione, egli appartiene più probabilmente ad una delle categorie superiori.
Bisogna preoccuparsi moderatamente degli attaccanti appartenenti alle categorie 3, 4 e 5. Perfino nelle nazioni democratiche più liberali le autorità tutrici della legge non si vergognano di ficcare il naso in cose di cui non dovrebbero occuparsi. Generalmente i budget e il grado di sofisticatezza tecnica crescono andando dai tutori dell'ordine locali a quelli nazionali.
Gli avversari più pericolosi sono probabilmente gli attaccanti di livello 6. Essi hanno o possono assoldare esperti con capacità tecniche formidabili, hanno risorse finanziarie e legali virtualmente illimitate e, più spesso di quanto sia desiderabile, un atteggiamento arrogante nei riguardi di ciò che costituisce una violazione.
Degli attaccanti di livello 7 è difficile scrivere senza speculare selvaggiamente sui loro supposti obiettivi, sulle loro risorse e abilità tecniche. Ci sono due scuole di pensiero su questo argomento: la prima attribuisce loro talenti di spionaggio sovrannaturali che usano con gran perizia nei loro disegni senza fine per il dominio del mondo; la seconda li descriverebbe come burocrati moderatamente competenti cui sono assegnati i dati dei loro nemici dai servizi di spionaggio. Come essi possano avere un qualche effetto su metanet dipende da quale sia la descrizione accurata, a fino a che punto entrambe lo siano.

## Partecipazione
L'accesso a metanet è solo su invito. Per protocollo, gli inviti devono sempre essere internazionali... un ulteriore aggravante per coloro i quali sono desiderosi di partecipare. La partecipazione di non statunitensi non solo è incoraggiata, ma necessaria, e coloro i quali desiderano incrementare le loro possibilità di invito farebbero bene a portare con sé degli amici non statunitensi che siano interessati.